# Ètica (Star Trek: La nova generació)
"Ètica" (títol original en anglès "Ethics")  és el setzè episodi de la cinquena temporada, de la sèrie de televisió de ciència-ficció estatunidenca Star Trek: La nova generació i el 116è de tota la sèrie. Es va emetre originalment el 2 de març  de 1992 en redifusió als Estats Units. L'episodi fou dirigit per Chip Chalmers.
Ambientada al segle XXIV, la sèrie segueix les aventures de la tripulació de la nau de la Flota Estel·lar de la Federació Enterprise-D sota el comandament del capità Jean-Luc Picard. En aquest episodi, després que un accident deixi Worf paralitzat, la seva única esperança pot ser un metge amb una ètica mèdica qüestionable.
L'estrella convidada Caroline Kava interpreta la Doctora de la Federació Russell, especialitzada en neurociència i medicina experimental.

## Producció
Aquest episodi tenia com a objectiu abordar els temes de la discapacitat i l'eutanàsia. L'escriptor Ronald D. Moore va tenir dificultats amb el guió, ja que no li va agradar gaire l'ús excessiu de la terminologia mèdica, raó per la qual va dir que odiava haver treballar en aquest episodi del llibre Star Trek: The Next Generation 365. La història de l'episodi va ser escrita per Sara Charno i Stuart Charno. La trama televisiva va ser escrita per Ronald D. Moore.
L'episodi va ser dirigit per Chip Chalmers i va comptar amb les estrelles convidades Patti Yasutake, Brian Bonsall i Caroline Kava A l'escena d'efectes especials de la cirurgia experimental, el personatge Worf és interpretat pel seu fotodoble Al Foster.

## Argument
En un magatzem, Worf és colpejat per un barril que cau des de dalt. La seva columna vertebral està danyada, cosa que provoca paraplegia. La Dra. Crusher, la metgessa al comandament de l'Enterprise, consulta un neuròleg, el Dr. Toby Russell, per ajudar en el tractament i proporcionar experiència professional per a la lesió de Worf.
Durant la revisió del cas de Worf pel que fa a la lesió, la Dra. Crusher afirma que l'anatomia klíngon està "sobredissenyada" i que no ha "vist tantes redundàncies innecessàries en un sol cos". La Dra. Crusher informa a la Dra. Russell que els klíngons es refereixen a les redundàncies com a "brak'lul" i que gairebé totes les funcions vitals tenen dos òrgans en cas de fallada. Després de més discussions, presenta a la Dra. Crusher un dispositiu generador de teixits genètics, el "replicador genatrònic" que ha estat utilitzant en aplicacions de simulació hologràfica experimental per a la qual els "primers resultats han estat molt encoratjadors". La Dra. Crusher està impressionada i no estava al corrent del seu ús en humanoides. La Dra. Russell informa que mai s'ha utilitzat en espècies humanoides i suggereix que aquesta aplicació experimental s'utilitzi per clonar la medul·la espinal de Worf per a trasplantaments. La Dra. Crusher té importants preocupacions sobre l'ús d'un tractament experimental, ja que Worf seria el primer pacient a tenir el seu ús com a espècie humanoide i que saben poc sobre l'anatomia i la fisiologia klíngon per a un procediment quirúrgic reeixit. La Dra. Crusher informa a la Dra. Russell que s'utilitzaran tècniques convencionals.
El Dra. Crusher parla amb Worf i recomana implants que transmetin senyals neuronals que li permetrien recuperar aproximadament el 60% de la seva mobilitat. Tanmateix, a Worf no li agrada la idea de ser un guerrer ferit "caminant pels passadissos", així que considera que la seva vida s'ha acabat.
La Dra. Russell s'ofereix voluntària per ajudar a tractar els colons ferits en el transport que havia xocat contra una mina. Crusher descobreix que ha utilitzat un fàrmac experimental en un pacient que posteriorment va morir, i renya en silenci però amb contundència a Russell per no haver utilitzat primer mètodes provats.
Worf demana al comandant Riker que l'ajudi a realitzar un suïcidi ritual.Riker li diu emfàticament a Worf que no ajudarà un amic a suïcidar-se. Riker planteja el tema al capità Picard. El capità Picard demana a Riker que tingui en compte que els costums i creences klíngon són diferents dels humans.
Riker assenyala que és el seu fill, Alexander, a qui els estats rituals haurien d'ajudar. Incapaç de demanar-li-ho al seu fill, Worf decideix arriscar-se a sotmetre's al procediment de reemplaçament de columna vertebral, en contra del consell de la Dra. Crusher.
L'operació es realitza amb dificultats intermitents, però finalment resulta en un trasplantament reeixit de la medul·la espinal. Quan el Dra. Crusher ordena que es interrompi el suport vital i que es desperti Worf, els seus signes vitals es deterioren i procedeix a una aturada cardíaca i pèrdua de "funcions cerebrals superiors". Treballen per restablir els seus signes vitals amb múltiples medicaments, un dels quals la Dra. Russell descriu la quantitat administrada com "que el matarà", al que la Dra. Crusher respon "sembla que ja hem fet una bona feina amb això, doctor". Worf no respon a la medicació. L'ajudant quirúrgic Ogawa diu que Worf no té "pressió arterial, ni pols, ni activitat a l'isocòrtex". La Dra. Crusher demana un "corticoestimulador", un dispositiu mecànic que es col·loca al front de Worf per enviar senyals elèctrics a través del seu cervell per reanimar-lo. Després de cinc intents fallits, la Dra. Crusher declara Worf mort, mentre jeu a la taula d'operacions. Una Dra. Crusher angoixada informa a Troi i a Alexander de la seva mort. Alexander exigeix veure el seu pare i li ho permeten. Mentre Alexander està de dol per la mort del seu pare, Worf comença a respirar i a fer moviments facials. La Dra. Crusher ordena ràpidament un control dels signes vitals i administra medicació. Ella suposa que, a causa de les redundàncies anatòmiques klíngon, una àrea del cervell klíngon va ajudar a reiniciar les funcions del seu cos.
Més tard, la Dra. Russell entra al despatx de la Dra. Crusher, i Crusher li diu que, si bé està encantada que Worf es recuperi, està horroritzada pels mètodes immorals de Russell de posar els seus propis interessos en la recopilació de dades de recerca i obtenir reconeixement per sobre dels interessos i les vides dels pacients. Russell surt de l'habitació en silenci.
De tornada a les seves estances, Worf comença la fisioteràpia i accepta l'ajuda d'Alexander per aprendre a caminar de nou.

## Repartiment i doblatge al català
La sèrie va ser doblada al català pels estudis Tramontana (primera part) i Soundtrack (segona part) i emesa a TV3 l’any 1991. Els dobladors de l'episodi foren:
| Personatge         | Actor/actriu    | Veu en català        |
| ------------------ | --------------- | -------------------- |
| Jean-Luc Picard    | Patrick Stewart | Joan Crosas          |
| William Riker      | Jonathan Frakes | Antoni Forteza       |
| Data               | Brent Spinner   | Joaquim Sota         |
| Geordi La Forge    | LeVar Burton    | Aleix Estadella      |
| Worf               | Michael Dorn    | Enric Arquimbau      |
| Beverly Crusher    | Gates McFadden  | Aurora Garcia        |
| Deanna Troi        | Marina Sirtis   | Victòria Pagès       |
| Alyssa Ogawa       | Patti Yasutake  | Maria Josep Guasch   |
| Alexander Rozhenko | Brian Bonsall   | Marta Barbarà        |
| Toby Russell       | Caroline Kava   | Maria Jesús Lleonart |

## Recepció
El col·laborador de Screen Rant, Derek Draven, va argumentar que "Ètica" és el cinquè "episodi més important amb un missatge moral" de la sèrie, escrivint que "'Ètica' és un missatge social doble. El primer implica la moralitat de suïcidar-se davant d'un enorme repte físic, mentre que l'altre se centra en els extrems que algú arribarà per demostrar una teoria mèdica. És alhora commovedor i rellevant".
Ei 2011, The A.V. Club va donar a l'episodi una B−.
Keith DeCandido va qualificar l'episodi a "tor.com" el 2012 com un episodi normal de "Star Trek: La nova generació". Va trobar el personatge de Toby Russell massa mal dibuixat. Va trobar l'operació de Worf massa llarga i, en última instància, no prou emocionant, ja que hauria d'haver estat clar per al públic que Worf, com a personatge principal, no moriria. Va destacar positivament les actuacions de Jonathan Frakes i Gates McFadden.

## Llançaments
L'episodi es va estrenar als Estats Units el 5 de novembre de 2002, com a part del conjunt de DVD de la cinquena temporada. El primer llançament en Blu-ray va ser als Estats Units el 18 de novembre de 2013, seguit del Regne Unit l'endemà, 19 de novembre de 2013.